# Kärrhultesjön
Kärrhultesjön är en sjö i Mönsterås kommun i Småland och ingår i Emåns huvudavrinningsområde. Sjön är 2,4 meter djup, har en yta på 0,256 kvadratkilometer och är belägen 18 meter över havet. Kärrhultesjön ligger i Emåns vattensystem i Kalmar län Natura 2000-område. Vid provfiske har en stor mängd fiskarter fångats, bland annat abborre, asp, björkna och braxen.

## Delavrinningsområde
Kärrhultesjön ingår i det delavrinningsområde (633606-153099) som SMHI kallar för Mynnar i Grönskogssjön. Medelhöjden är 33 meter över havet och ytan är 10,85 kvadratkilometer. Det finns inga avrinningsområden uppströms utan avrinningsområdet är högsta punkten. Vattendraget som avvattnar avrinningsområdet har biflödesordning 3, vilket innebär att vattnet flödar genom totalt 3 vattendrag innan det når havet efter 16 kilometer. Avrinningsområdet består mestadels av skog (81 procent). Avrinningsområdet har 0,24 kvadratkilometer vattenytor vilket ger det en sjöprocent på 2,2 procent.

## Fisk
Vid provfiske har följande fisk fångats i sjön:
- Abborre
- Asp
- Björkna
- Braxen
- Gärs
- Gädda
- Löja
- Mört
- Sarv
- Sutare